# Shangrilaia nana
Shangrilaia nana là một loài thực vật có hoa trong họ Cải. Loài này được Al-Shehbaz, J. P. Yue & H. Sun mô tả khoa học đầu tiên năm 2004.